# Sainte-Croix-Staudamm
Die Sainte-Croix-Staumauer (frz. Barrage de Sainte-Croix) ist eine Staumauer, die den Verdon in Frankreich (Europa) an der Grenze der Départements Alpes-de-Haute-Provence und Var zum Lac de Sainte-Croix aufstaut. 
Die Bogenstaumauer wurde von 1971 bis 1974 errichtet. Für den Stausee wurde die Ortschaft Les Salles-sur-Verdon 400 Meter von ihrem ursprünglichen Standort entfernt neu erbaut. Die Staumauer, die maximal 95 m hoch ist, ist 133 m lang bei 55.000 m³ Mauervolumen. 
Durch die Staumauer, die südlich von Sainte-Croix-du-Verdon zwischen Kalkstein-Felswänden erbaut wurde sowie durch die Fertigstellung des Kraftwerks und die damit verbundene Entstehung des Stausees wurde es möglich, Elektrizität (142 Millionen kWh pro Jahr) durch Wasserkraft zu erzeugen und das Gebiet mit Wasser zu versorgen.